# Ле-Боссе (кантон)
Ле-Боссе (фр. Le Beausset) — упразднённый кантон на юго-востоке Франции, в регионе Прованс — Альпы — Лазурный Берег (департамент — Вар, округ — Тулон).

## Состав кантона
До марта 2015 года площадь кантона — 285,87 км², включал в себя 6 коммун, население — 33 252 человека (2010), плотность населения — 116,32 чел/км².
| Коммуна          | Французское название | Площадь, км² | Население, чел. (2012) | Плотность, чел/км² |
| ---------------- | -------------------- | ------------ | ---------------------- | ------------------ |
| Ла-Кадьер-д’Азюр | La Cadière-d’Azur    | 37,42        | 5 448                  | 146                |
| Ле-Боссе         | Le Beausset          | 35,95        | 9 204                  | 256                |
| Ле-Кастелле      | Le Castellet         | 44,77        | 4 083                  | 91                 |
| Рибу             | Riboux               | 13,48        | 33                     | 2,4                |
| Сен-Сир-сюр-Мер  | Saint-Cyr-sur-Mer    | 21,15        | 11 755                 | 556                |
| Синь             | Signes               | 133,1        | 2 745                  | 21                 |

С 29 марта 2015 года кантон упразднён согласно директиве от 27 февраля 2014, а коммуны вошли в состав вновь созданного кантона Сен-Сир-сюр-Мер.